# Normalizzazione (statistica)
In statistica, la normalizzazione consiste essenzialmente nel limitare l'escursione di un insieme di valori entro un certo intervallo predefinito, che solitamente coincide con i numeri reali compresi tra 0 e 1.
Sia {\displaystyle x_{norm}} la normalizzazione di {\displaystyle x} allora:
{\displaystyle x_{norm}=(x-min(x))/(max(x)-min(x))}
Dunque, i dati sono caratterizzati da campo di variazione coincidente con l'intervallo [0,1]-

## Vantaggi e svantaggi
Vantaggi:
- consente di comparare grandezze su scale differenti
- non sfrutta assunzioni sulla distribuzione dei dati

Svantaggi:
- è molto sensibile ai valori anomali